# 州 (斯拉夫和中亞國家)
州是一種斯拉夫國家及一些前蘇聯國家的行政區劃单位。英文譯為“Oblast”，儘管實際上更類似為省份，但中文依然常將其譯為“州”。
州是白俄羅斯、保加利亞、哈薩克、吉爾吉斯、俄羅斯、烏克蘭和現已解體的蘇聯和南斯拉夫的一個行政區劃單位類型。

## 備注
1. ↑    - 俄语：，羅馬化：oblast'
  - 烏克蘭語：，羅馬化：oblast
  - 白俄羅斯語：，羅馬化：voblasts
  - 保加利亞語：，羅馬化：oblast
  - 哈薩克語：，羅馬化：oblısı